# 井藤英忠
井藤 英忠（いとう ひでただ、1959年3月10日 - ）は、山口県出身の元ハンドボール選手（GK）、指導者。1984年ロサンゼルスオリンピックおよび1988年ソウルオリンピックハンドボール全日本男子代表。幻の1980年モスクワオリンピック代表でもあった。

## 来歴
山口県立下関中央工業高等学校、日本体育大学出身。在学中、1980年モスクワ五輪全日本代表に選ばれている。
卒業後は湧永製薬に入社し、同社ハンドボール部（ワクナガレオリック）に所属。全日本では、1982年西ドイツで行われた世界選手権代表、1984年のロサンゼルス五輪代表、1988年ソウル五輪代表に選ばれている。同年、日本スポーツ賞ハンドボール部門受賞。
また、引退後は指導者としても活躍。1991年から湧永製薬監督を務めた。退任後は湧永製薬のハンドボール部のスカウトとして活動。